# بوایو-سن-ژروم
بوایو-سن-ژروم (به فرانسوی: Boyeux-Saint-Jérôme) یک کمون در فرانسه است که در Canton of Poncin واقع شده‌است.

## خصوصیات
بوایو-سن-ژروم ۱۶٫۹۴ کیلومترمربع مساحت و ۳۰۶ نفر جمعیت دارد و ۵۴۰ متر بالاتر از سطح دریا واقع شده‌است.